# Satuelle

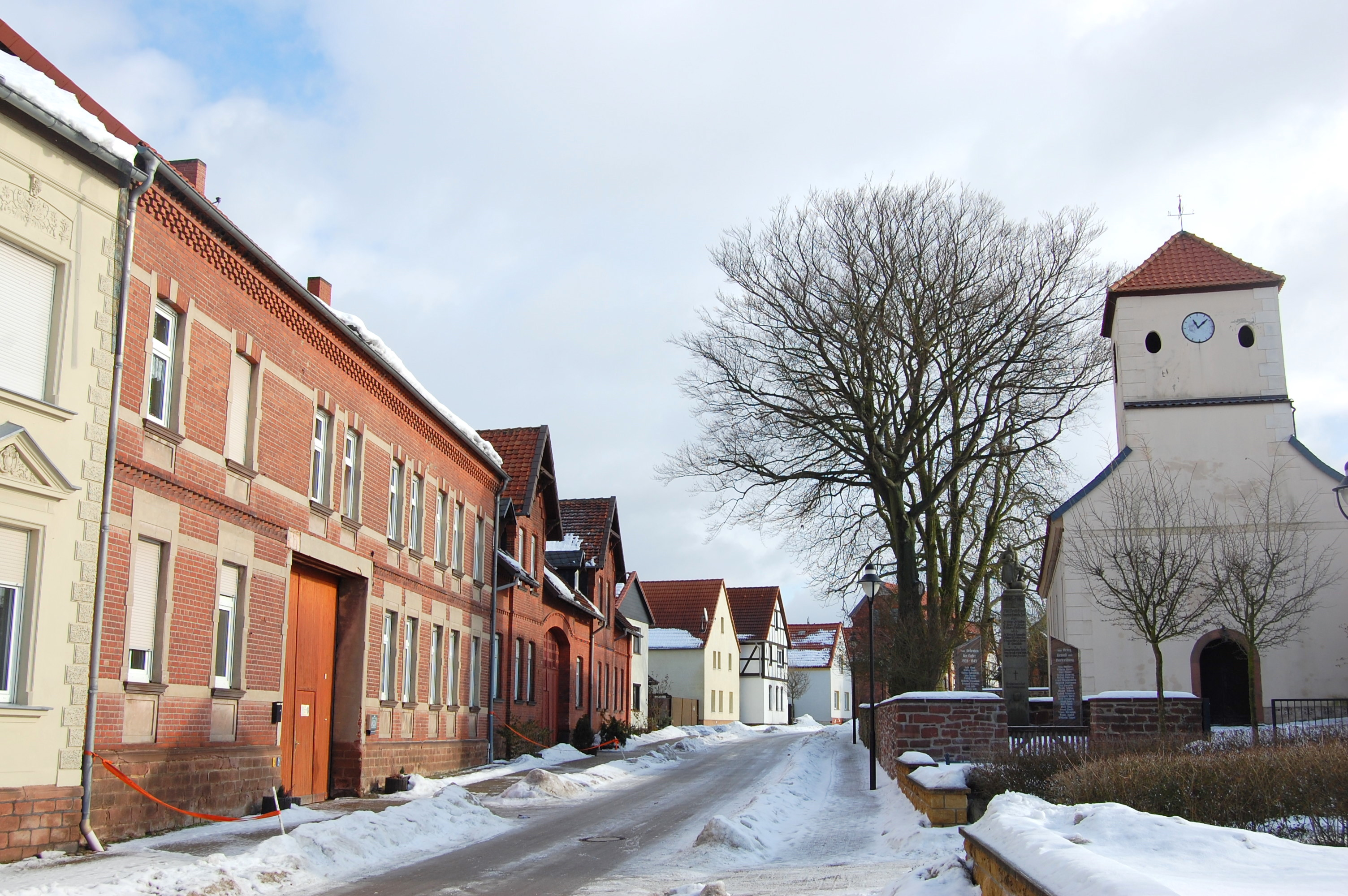
Straße des Friedens, links denkmalgeschützte Häuserzeile Nr. 1, 3, 7, 9; rechts die Sankt-Petrus-Kirche

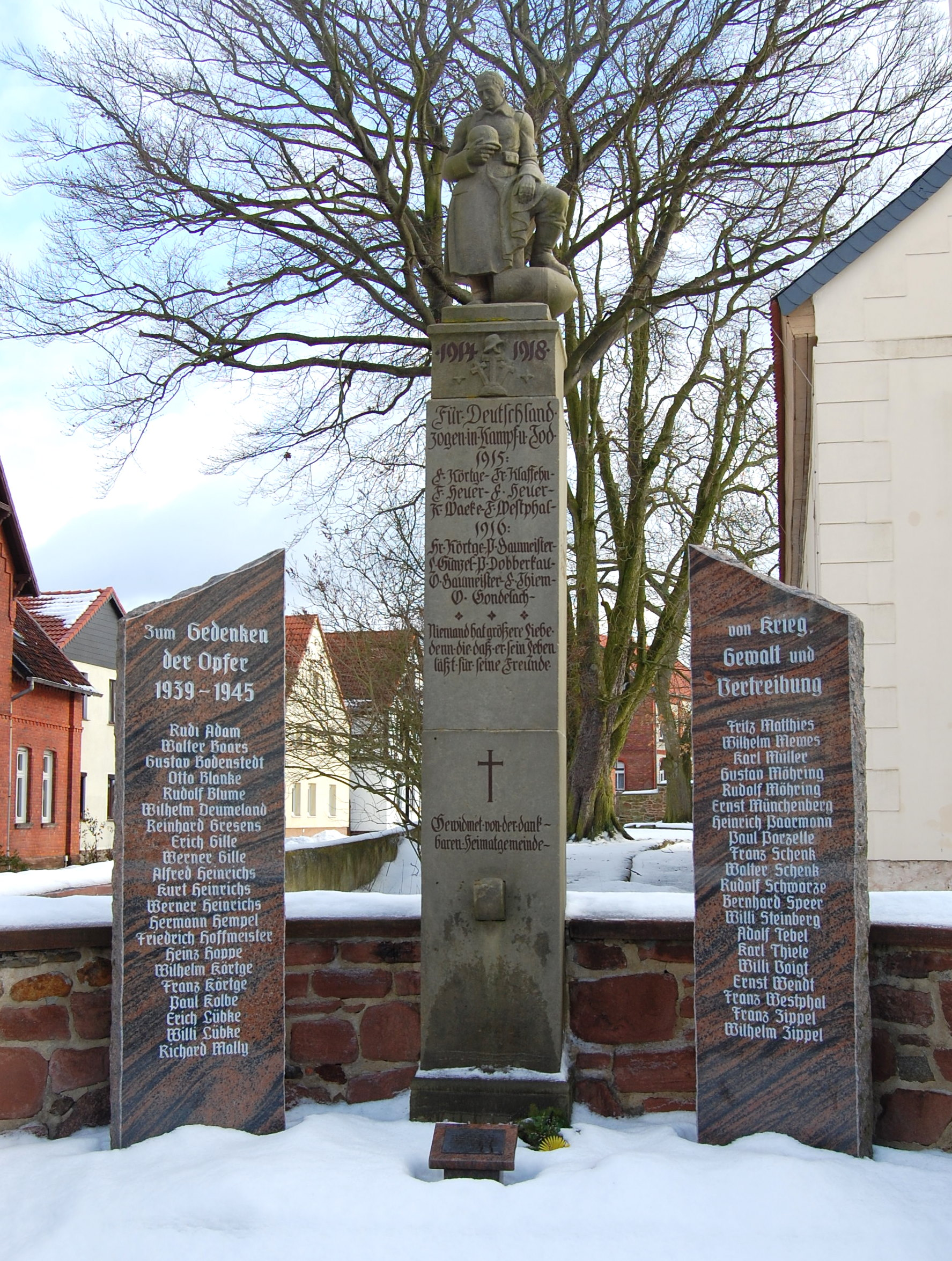
Kriegerdenkmal vor der Kirche

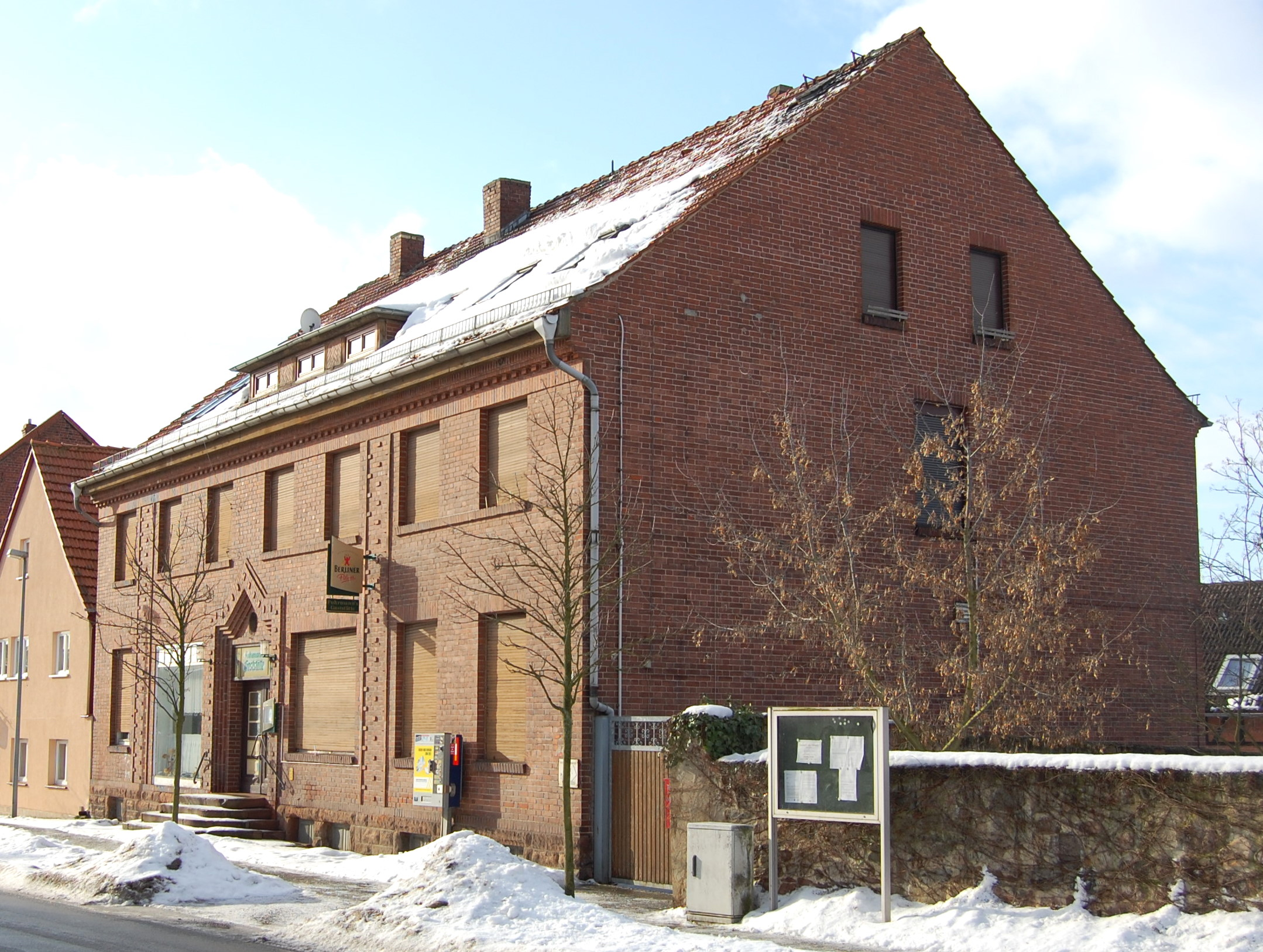
Gasthof

Satuelle ist ein Ortsteil der Stadt Haldensleben im Landkreis Börde in Sachsen-Anhalt. Im Jahr 2024 hatte der Ort 369 Einwohner.

## Lage
Satuelle liegt nördlich von Haldensleben an der Straße von Haldensleben nach Uthmöden. Westlich des Orts verlaufen Ohre und Mittellandkanal. Südlich von Satuelle liegen das Gut und Schloss Detzel, nördlich der Wohnplatz Meiersmühle. Östlich erstrecken sich die Waldgebiete der Colbitz-Letzlinger Heide mit dem Forsthaus Lübberitz.
In der Umgebung Satuelles liegen auch die Stellen mehrerer historischer Wüstungen: nördlich Lauke, östlich Groß- und Klein Hermsleben, Tentzenhage und Kulitz.

## Geschichte
Die erste urkundliche Erwähnung erfolgte 1226 als Szatenwelle. 1557 wurde in Satuelle die Reformation eingeführt.
Historisch gehörte Satuelle zur preußischen Provinz Sachsen, doch lag das Dorf direkt am braunschweigischen Amt Calvörde.

## Politik
Der Ort war bis 1. Januar 1992 eine eigenständige Gemeinde und wurde dann nach Haldensleben eingemeindet. In Satuelle existiert ein Ortschaftsrat, der Ortsbürgermeister ist (Stand Juli 2024) Alexander Herbst.

## Bauwerke
Markantestes Bauwerk im Ort ist die bis auf die Zeit der Romanik zurückgehende Sankt-Petrus-Kirche. Westlich von ihr befindet sich ein Kriegerdenkmal. In Satuelle stehen noch weitere Gebäude unter Denkmalschutz. In der Hauptstraße sind es die Gebäude Nr. 25, Fachwerkwohnhaus aus der Zeit um 1880/1900, Nr. 30/32, Fachwerkbauernhof aus der Zeit ab 1802, Nr. 35, städtisch wirkender, verklinkerter Gasthof aus den 1920er Jahren und 37/39, Fachwerkgebäude aus der Mitte des 19. Jahrhunderts. In der Straße des Friedens stehen die aus der Zeit um 1880 bis 1900 stammende Häuser 1, 3, 7 und 9 nördlich der Kirche unter Denkmalschutz. Auch das Pfarrhaus (Nr. 6) und der 1860/70 entstandene dreiseitige Bauernhof (Nr. 23) sind denkmalgeschützt. Außerhalb des Dorfes steht die Gutsanlage des Gutes Detzel sowie das Schloss Detzel unter Schutz.

## Persönlichkeiten
Im Ort geboren wurde der Schriftsteller, Pädagoge und Volkskundler Heinrich Christoph Ferdinand Pröhle (1822–1895). Sein Vater war der von 1821 bis 1828 als Pfarrer in Satuelle tätige Schriftsteller Heinrich Andreas Pröhle (1797–1875).
In Satuelle lebte der Mitbegründer der DDR-Bürgerrechtsbewegung Neues Forum und Ehrenvorsitzende des Landesverbandes Sachsen-Anhalt von Bündnis 90/Die Grünen, Hans-Jochen Tschiche.